# 4346 Whitney
4346 Whitney eller 1988 DS4 är en asteroid i huvudbältet som upptäcktes den 23 februari 1988 av den amerikanske astronomen Andrew J. Noymer vid Siding Spring-observatoriet. Den är uppkallad efter Charles A. Whitney.
Asteroiden har en diameter på ungefär 11 kilometer och den tillhör asteroidgruppen Eos.